# Dark Sea – Gefangen in der Tiefe
Dark Sea – Gefangen in der Tiefe (Originaltitel Orzeł. Ostatni patrol, auch Below The Surface. ORP Orzeł) ist ein Actionfilm von Jacek Bławut, der im Juli 2022 beim New Horizons International Film Festival seine Premiere feierte und im Oktober 2022 in die polnischen Kinos kam. Der Historienfilm erzählt die Geschichte von dem U-Boot der polnischen Marine mit dem Namen Orzeł, das im Zweiten Weltkrieg verschwand.

## Handlung

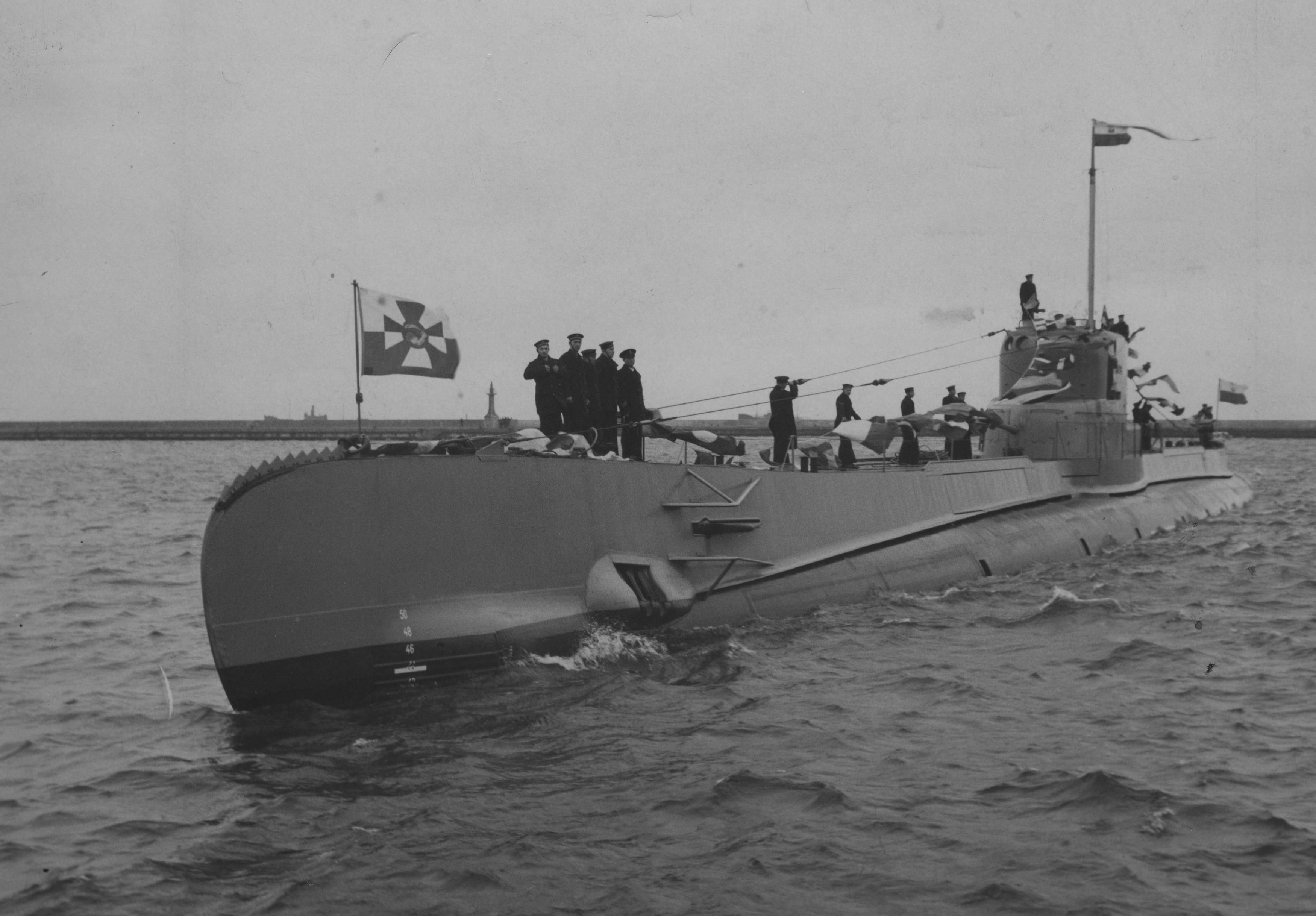
Die Orzeł wird seit Mai 1940 vermisst

Wir schreiben das Jahr 1940. Während an den Stränden von Dünkirchen die Evakuierung alliierter Soldaten erfolgt, gleitet das hochmoderne polnische U-Boot Orzeł unter Wasser. Die gut ausgebildete Crew hat spektakuläre Erfolge erzielt, darunter eine waghalsige Flucht aus Tallinn und die Versenkung des deutschen Transportschiffs Rio De Janeiro. Jetzt steht sie vor einer mysteriösen und gefährlichen Mission, bei der sie sich den Bedrohungen durch Unterwasserminen und -bomben, feindlichen Schiffen und patrouillierenden Flugzeugen stellen muss.

## ORPOrzeł
Die Orzeł (auf Deutsch „Adler“) war ein U-Boot der polnischen Marine im Zweiten Weltkrieg. Sie wurde in den Niederlanden gebaut und war das Typschiff der gleichnamigen Klasse. Am 23. Mai verließ das Boot die Basis in Rosyth mit dem Auftrag, in den Gewässern zwischen Norwegen und Dänemark zu patrouillieren und anschließend nach Norden zu laufen. Seitdem gibt es keine Nachricht von der Orzeł. Sie wird seit dem 23. Mai 1940 mit 60 Mann Besatzung vermisst und seit dem 11. Juni 1940 offiziell als Totalverlust gezählt.

## Produktion

### Filmstab und Besetzung
Regie führte Jacek Bławut, der auch das Drehbuch schrieb.
Tomasz Ziętek spielt Kapitän Jan Grudziński. Mateusz Kościukiewicz übernahm die Rolle des ersten Offiziers der Orzeł, Andrzej Piasecki. Antoni Pawlicki spielt den Navigator Marian Mokrski. In weiteren Rollen sind Tomasz Schuchardt als der Lieutenant Florian Roszak, Rafał Zawierucha als Kadett Klops, Filip Pławiak als Second Lieutenant Jerzy Sosnowski und Adam Woronowicz als Henryk Kotecki zu sehen.

### Dreharbeiten und Szenenbild
Als Kamerafrau fungierte Jolanta Dylewska, die in der Vergangenheit mit Agnieszka Holland zusammenarbeitete, so für In Darkness, für den sie unter anderem beim Polnischen Filmfestival in Gdynia ausgezeichnet wurde.
Das Szenenbild gestaltete Marcelina Poczatek-Kunikowska. Dank der Verwendung einer speziell entworfenen und konstruierten hydraulischen Plattform konnten die Filmemacher das Verhalten des Schiffes bei Aufstiegen, bei Tauchgängen und sein Verhalten während der Explosionen von Unterwasserbomben nachahmen. Es ist die erste hydraulische Plattform dieses Typs, die in Polen gebaut wurde.

### Marketing und Veröffentlichung
Im Juli 2022 wurde der erste Trailer vorgestellt. Die Premiere erfolgte Ende Juli 2022 beim New Horizons International Film Festival, auch Polish Days genannt. Am 14. Oktober 2022 kam der Film in die polnischen Kinos. In Deutschland erschien Dark Sea – Gefangen in der Tiefe am 24. Mai 2024 auf DVD und Blu-ray sowie am 30. Mai 2024 digital.

## Auszeichnungen
Polnisches Filmfestival Gdynia 2022
- Nominierung für den Goldenen Löwen (Jacek Bławut, Anna Bławut-Mazurkiewicz und Bartek Gliński)
- Auszeichnung für die Beste Regie (Jacek Bławut)
- Auszeichnung für den Besten Ton (Radosław Ochnio und Michał Fojcik)
- Auszeichnung für den Besten Filmschnitt (Piasek und Wójcik)
- Auszeichnung für das Beste Make-up (Dariusz Krysiak)[5][6]

Polnischer Filmpreis 2023
- Auszeichnung für den Besten Ton (Radosław Ochnio und Michał Fojcik)
- Auszeichnung für das Beste Szenenbild (Marcelina Kunikowska-Początek)[7]